# Lengyel
Pour les articles homonymes, voir Lengyel (homonymie).
Lengyel (Lendl en allemand) est la plus haute commune du comitat de Tolna à 59 km au nord de Pécs. Elle possède 559 habitants. Lengyel signifie « polonais » en hongrois.

## Culture et patrimoine
Le site était occupé au néolithique et la commune a donné son nom à la culture de Lengyel. Lors de fouilles réalisées entre 1882 et 1888 par Mór Wosinsky, de nombreux objets provenant de 90 tombes ont été découverts.
Les lieux les plus intéressants sont :
- Le château Apponyi du XVIIIe siècle. Il abrite aujourd’hui la poste et un jardin d´enfants. Il est entouré d´un parc de 22 hectares.
- La cave Apponyi (Apponyi pince).
- La « suisserie » (Svájceráj), une écurie du XIXe siècle construite sur le modèle suisse.
- Le bain d´Anna (Annafürdő), un parc boisé de 100 hectares.
- Sánci-tető, un relief représentant le panorama sur le Kaposvölgye

## Personnalités
- Le comte Sándor Apponyi (19/01/1844 à Paris – 18/04/1925 à Lengyel), collectionneur, diplomate, bibliographe et membre de l´Académie hongroise des Sciences.
- János Bogdán (07/04/1963 à Görgeteg – 09/01/1999), premier directeur d´école d'origine rom en Europe. Cofondateur du lycée Gandhi à Pécs, le premier lycée rom.
- L´évêque Jószef Cserháti (19/04/1914 à Lengyel – 12/04/1994 à Pécs).
- Mór Wosinsky (né le 28/03/1854 à Tolna – 22/02/1907 à Szekszárd), abbé, historien et membre de l´Académie hongroise des Sciences.